# المجمع الملكي للفنون
المجمع الملكي للفنون هو أحد معالم مشروع حديقة الملك سلمان في مدينة الرياض، أعلن ولي العهد الأمير محمد بن سلمان رئيس مجلس إدارة الحديقة عن إنشائه في 25 مايو 2022. وفي 9 أبريل 2025م عينت وزارة الثقافة السعودية دوغلاس غوتييه رئيسا تنفيذيا للمجمع الملكي للفنون في حديقة الملك سلمان.

## مكونات المجمع
يحتوي المجمع الذي يمتد على مساحة تزيد على 500 ألف متر مربع على متحف الثقافات العالمية، الذي يُشيّد في أحد مباني المجمع ويصل ارتفاعه إلى 110 أمتار، ويحتوي أيضا على المسرح الوطني والذي تصل سعته إلى 2300 مقعد، بالإضافة إلى المعهد الملكي للفنون التقليدية الذي يشمل ثلاث أكاديميات هي أكاديمية الفنون البصرية التقليدية، وأكاديمية التراث الثقافي والترميم، وأكاديمية الفنون المسرحية.
كما يشمل المجمع قاعة لأعمال النحت ومسرحين وثلاث قاعات للسينما وقاعة كبرى، بالإضافة إلى مكتبة متخصصة في الثقافة والفنون تضم أكثر من 250 ألف كتاب.